# Principes fondamentaux reconnus par les lois de la République
Les principes fondamentaux reconnus par les lois de la République (PFRLR) sont, en France, des principes de valeur constitutionnelle dégagés par le Conseil constitutionnel français et par le Conseil d'État.
Cette notion est énoncée sans plus de précisions dans le préambule de la Constitution de 1946. Le préambule de la Constitution de 1958 fait référence à ce préambule de 1946, et le juge constitutionnel, dans sa  décision no 71-44 DC du 16 juillet 1971, donne force constitutionnelle à ce préambule. Les PFRLR sont donc des principes inclus dans le « bloc de constitutionnalité ».

## Naissance
La notion de principes fondamentaux reconnus par les lois de la République est apparue dans la loi de finances du 31 mars 1931 (article 91) pour caractériser la liberté d'enseignement. Cette notion fut reprise comme compromis par les députés du Mouvement républicain populaire (MRP) lors de l'élaboration de la Constitution de la Quatrième République, les députés SFIO et PCF[réf. souhaitée] s'étant déclarés hostiles à une constitutionnalisation de cette liberté aux côtés des autres droits consacrés par le Préambule.
Quant aux principes rattachés à cette notion, ce fut le juge qui entreprit de les définir. D'abord le Conseil d'État avec l'arrêt CE du 11 juillet 1956 « Amicale des annamites de Paris », consacrant comme PFRLR la liberté d'association, puis à partir de 1971 le Conseil constitutionnel dans sa décision no 71-44 DC sur la liberté d'association.
Aujourd'hui, les principes fondamentaux reconnus par les lois de la République désignent dans l'esprit des contemporains les grandes Lois des première, deuxième et troisième Républiques, notamment la liberté de conscience et la liberté d'association.

## Constitutionnalisation des principes
La conception extensive du texte constitutionnel que le Conseil constitutionnel français a développée à partir de 1971 a permis de reconnaître une valeur constitutionnelle à certains principes en leur attribuant la qualité de principes fondamentaux reconnus par les lois de la République (PFRLR). Ces principes essentiels du droit français, créés par le législateur mais non écrits dans la constitution et érigés en norme constitutionnelle, comme le principe de l'indépendance de la juridiction administrative ou encore celui de la liberté d'association, s'imposent alors au législateur comme à l'administration.
C'est principalement le juge constitutionnel qui définit les PFRLR, même si sa première évocation est du fait du Conseil d'Etat (Annamites de Paris 1956). Les différentes juridictions ne se considèrent pas comme les inventeurs de ces principes mais comme leurs interprètes, recherchant par là à éviter une accusation de "gouvernement des juges". Les juges "découvrent" ces principes en les extrayant de la tradition républicaine de la France.

## Conditions de reconnaissance
Le Conseil constitutionnel vérifie l'application de quatre conditions avant de reconnaitre un PFRLR. Ainsi, ce principe doit pouvoir être dégagé :
- d'un texte législatif, antérieur à 1946[3], date d'entrée en vigueur de la Quatrième République, d'une portée générale énonçant le principe.
- pris par un régime républicain (ce qui exclut les productions législatives des régimes monarchiques et du régime de Vichy), même si une exception existe concernant le PFRLR dégagé dans la décision du 23 janvier 1987 « Conseil de la concurrence », qui s'appuie en partie sur la loi des 16 et 24 août 1790 adoptée par l'Assemblée nationale constituante et sanctionnée par Louis XVI ;
- ayant fait l'objet d'une application continue ; aucune exception ne doit être relevée[3].
- et consacré comme principe juridique général et non contingent. Cette condition explique pourquoi le droit du sol n'a pas été consacré comme PFRLR, étant donné que la loi de 1889 qui lui a donné un caractère absolu (confirmée par une loi de 1927) n'a pas entendu affirmer un principe mais était lié aux circonstances de l'époque, en l'occurrence la mise en place de la conscription (Conseil constitutionnel, 20 juillet 1993, décision n°93-321 DC[4]). De même, les PFRLR ne sont pas assimilables aux traditions, coutumes ou simples habitudes du droit positif[5].

- Le principe doit présenter une « importance suffisante »[3]. (Voir DC du 14 janvier 1999, Mode d'élection de conseillers régionaux, 9e considérant : « Considérant que, en tout état de cause, la règle invoquée ne revêt pas une importance telle qu'elle puisse être regardée comme figurant au nombre des « principes fondamentaux reconnus par les lois de la République » mentionnés par le premier alinéa du Préambule de la Constitution de 1946 ; que, par suite, le grief doit être rejeté »[6].).

Depuis 2013, et la décision du 17 mai 2013 Mariage pour tous, trois nouvelles conditions ont été dégagées. À cette occasion le Conseil a été amené à considérer que le caractère hétérosexué du mariage ne constituait pas un PFRLR.
Les principes doivent concerner au moins l'un des domaines suivants :
- l'organisation des pouvoirs publics ;
- la souveraineté nationale ;
- les droits et libertés fondamentaux.

## Principes consacrés
Le Conseil constitutionnel a identifié onze principes consacrés comme PFRLR :
1. la liberté d'association[8] ;
2. les droits de la défense[9] ;
3. la liberté individuelle [10] ;
4. la liberté d'enseignement[11] et notamment la liberté académique[12] ;
5. la liberté de conscience[13] ;
6. l'indépendance de la juridiction administrative[14] ;
7. l'indépendance des professeurs  et des maîtres de conférences d'université[15],[16] ;
8. la compétence exclusive de la juridiction administrative pour l'annulation ou la réformation des décisions prises dans l'exercice des prérogatives de puissance publique[17] ;
9. l'autorité judiciaire gardienne de la propriété privée immobilière[18] ;
10. l'existence d'une justice pénale des mineurs[19] ;
11. l'utilisation de lois locales en Alsace et en Moselle, « tant qu'elles n'ont pas été remplacées par les dispositions de droit commun ou harmonisées avec elles »[20],[21].

De plus, le Conseil d'État a érigé en 1996 l'interdiction de l'extradition de caractère politique en principe fondamental reconnu par les lois de la République (CE, Ass., 3 juillet 1996, M. Koné).
Il convient de distinguer les PFRLR des autres principes retenus par le Conseil constitutionnel : 
- les principes à valeur constitutionnelle, qui sont des principes généraux du droit élevés à la valeur constitutionnelle ;
- les objectifs à valeur constitutionnelle.

## Avis divers
Les PFRLR étant des principes inclus dans le « bloc de constitutionnalité », de larges critiques sont apparues : à l'époque de la Constitution de 1958, le Conseil constitutionnel est accusé d'être un « gouvernement des juges », prenant ainsi la place du constituant en faisant entrer dans le champ constitutionnel des textes qui auraient volontairement été laissés de côté lors de l'élaboration de la Constitution de la Cinquième République. Les partisans de cette thèse s'appuient sur les explications fournies par Michel Debré, garde des Sceaux de l'époque, au début de l'année 1959[réf. nécessaire].